# Alack Sinner

Alack Sinner est une série de bande dessinée policière de Carlos Sampayo (scénario) et José Muñoz (dessin) mettant en scène le détective éponyme. Créée en 1975 pour les mensuels de bande dessinée italien Linus et français Charlie Mensuel, son histoire éditoriale est par la suite assez complexe. Très appréciée par la critique dès ses débuts (son premier album obtient le Prix de la meilleure œuvre étrangère réaliste au Festival d'Angoulême 1978, le second l'Alfred du meilleur album en 1983), elle est considérée comme l'œuvre majeure de José Muñoz, grand prix du même Festival en 2007.

## Publications en français

### Dans des revues
- Dix récits dans Charlie Mensuel, 1975-1979.
- Rencontres, dans (A SUIVRE), 1982-1983.
- Nicaragua, dans (A SUIVRE), 1986.
- Quatre récits dans (A SUIVRE), 1991-1997.

### Albums
- Alack Sinner, Éditions du Square, 1977. Prix de la meilleure œuvre étrangère réaliste au Festival d'Angoulême 1978. Réédition sous le titre Viêt Blues, Casterman, coll. « Les Romans (A SUIVRE) », 1986.
- Flic ou privé, Casterman, coll. « Les Romans (A SUIVRE) », 1983. Repris en deux volumes en 1999 sous les titres Mémoires d'un privé et Souvenirs d'un privé. Alfred du meilleur album au Festival d'Angoulême 1983.
- Rencontres, Casterman, coll. « Les Romans (A SUIVRE) », 1984.
- Nicaragua, Casterman, coll. « Les Romans (A SUIVRE) », 1988.
- La Fin d'un voyage, Casterman, coll. « Les Romans (A SUIVRE) », 1998[1],[2].
- Histoires privées, Casterman, coll. « Les Romans (A SUIVRE) », 2000.
- L’Affaire USA, Casterman, coll. « Romans », 2006.
- Édition intégrale en deux volumes, Casterman, 2007.

## Prix
1983 : Alfred du meilleur album

### Documentation
- David Amram, "Alack Sinner" dans Beaux-Arts magazine hors série nº41, Avril 2017, p. 70-79.
- Évariste Blanchet, « L'Amérique », dans Critix n°10, Bananas BD, hiver 1999-2000, p. 46-50.
- Claude Ecken et Thierry Groensteen, « Polyphonie et lisibilité », dans Les Cahiers de la bande dessinée n°59, septembre-octobre 1984, p. 91-94.
- Goffredo Fofi (int.), José Muñoz et Carlos Sampayo (trad. Renaud Temperini), Conversations avec Muñoz et Sampayo, Casterman, 2008
- Patrick Gaumer, « Alack Sinner », dans Dictionnaire mondial de la BD, Paris, Larousse, 2010 (ISBN 9782035843319), p. 11.
- Jacques de Pierpont, « La Vie n'est pas une BD, baby », dans Les Cahiers de la bande dessinée n°59, septembre-octobre 1984, p. 88-90.
- Jean-Pierre Tamine, « Un cinétique pur », dans Les Cahiers de la bande dessinée n°59, septembre-octobre 1984, p. 95-97.
- Paul Gravett (dir.), « De 1970 à 1989 : Alack Sinner », dans Les 1001 BD qu'il faut avoir lues dans sa vie, Flammarion, 2012 (ISBN 2081277735), p. 360.
- Christophe Quillien, « Femmes de tête : les femmes d'Alack Sinner », dans Elles, grandes aventurières et femmes fatales de la bande dessinée, Huginn & Muninn, octobre 2014 (ISBN 9782364801851), p. 28-29.